# Dave Chartier
Dave Chartier (* 15. Februar 1961 in St. Lazare, Manitoba) ist ein ehemaliger kanadischer Eishockeyspieler, der während seiner aktiven Laufbahn für die Winnipeg Jets in der National Hockey League spielte.

## Karriere
Dave Chartier begann seine Karriere als Eishockeyspieler bei den Brandon Travellers in der Manitoba Junior Hockey League, für die er von 1977 bis 1978 aktiv war. Anschließend ging der Angreifer zu den Brandon Wheat Kings in die Western Hockey League. In den folgenden drei Jahren gelang es Chartier seine Punktausbeute jeweils zu steigern und in der Saison 1980/81 in insgesamt 69 Partien 64 Tore und 60 Assists für die Wheat Kings zu erzielen. In der Saison 1978/79 gewann er mit der Mannschaft den Ed Chynoweth Cup, die Meisterschaft der WHL. Chartier wurde beim NHL Entry Draft 1980 in der zehnten Runde an insgesamt 191. Position von den Winnipeg Jets ausgewählt.
Die folgende Spielzeit verbrachte er größtenteils bei den Wheat Kings und absolvierte außerdem jeweils eine Partie für die Tulsa Oilers in der Central Hockey League und für die Winnipeg Jets in der National Hockey League. Dies war zugleich sein einziger Einsatz in der NHL, in der folgenden Saison stand Chartier ausschließlich für die Tulsa Oilers im Einsatz und absolvierte 77 Partien, in denen er 36 Punkte erzielte. Die folgenden zwei Jahre war der Kanadier für die Sherbrooke Jets in der American Hockey League aktiv und sammelte in 91 Partien insgesamt 46 Punkte. Nach dem Saisonende 1983/84 beendete Chartier im Alter von 23 Jahren seine aktive Laufbahn.